# Back to the Blues
| 전문가 평가                           | 전문가 평가 |
| 평가 점수                             | 평가 점수   |
| 출처                                  | 점수        |
| ------------------------------------- | ----------- |
| AllMusic                              | [ 1 ]       |
| The Penguin Guide to Blues Recordings | [ 2 ]       |

《Back to the Blues》는 북아일랜드의 기타리스트 게리 무어의 열세 번째 솔로 스튜디오 음반으로, 2001년 3월 12일에 발매되었다. 제목에 함축된 바와 같이, 무어는 두 장의 실험 음반을 더 낸 후 1990년 이후 명성을 얻었던 일렉트릭 블루스 음악으로 돌아왔다. 이 음반은 또한 대린 무니가 드럼에 참여한 무어의 첫 번째 음반이었다.
커버 아트는 크로이돈의 테라피아 레인 트램 디포에 있는 무어의 사진이다.

## 배경
《Back to the Blues》는 제목이 나타내듯이, 몇몇 사람들로부터 멀리 떨어진 후에 블루스로의 큰 복귀를 의미하는데, 그 사운드는 1990년대의 초기 음반인 《Still Got the Blues》와 《After Hours》와 같은 것과 비슷하다.
이 음반은 영국 음반 차트에서 53위를 차지했고, 미국에 있는 동안 그는 톱 블루스 음반 목록에서 6위에 올랐다.
여기에 B.B. 킹의 〈You Up Upsed Me Baby〉, T-본 워커의 〈Stormy Monday〉, 조니 "기타" 왓슨의 〈Looking Back〉과 같은 커버곡들이 있다.

## 곡 목록
모든 곡들은 특별한 언급이 없는 한 게리 무어에 의해 작사/작곡하였다.
| #   | 제목                    | 작사·작곡                           | 재생 시간 |
| --- | ----------------------- | ----------------------------------- | --------- |
| 1.  | 〈Enough of the Blues〉 |                                     | 4:47      |
| 2.  | 〈You Upset Me Baby〉   | 조지프 비하리, B.B. 킹, 줄스 타우브 | 3:13      |
| 3.  | 〈Cold Black Night〉    |                                     | 4:18      |
| 4.  | 〈Stormy Monday〉       | T-본 워커                           | 6:53      |
| 5.  | 〈I Ain't Got You〉     | 캘빈 카터                           | 2:53      |
| 6.  | 〈Picture of the Moon〉 |                                     | 7:14      |
| 7.  | 〈Looking Back〉        | 조니 "기타" 왓슨                    | 2:19      |
| 8.  | 〈The Prophet〉         |                                     | 6:19      |
| 9.  | 〈How Many Lies〉       |                                     | 6:09      |
| 10. | 〈Drowning in Tears〉   |                                     | 9:20      |